# Mesnuls
Mesnuls – miejscowość i gmina we Francji, w regionie Île-de-France, w departamencie Yvelines.
Według danych na rok 1990 gminę zamieszkiwały 793 osoby, a gęstość zaludnienia wynosiła 122 osób/km² (wśród 1287 gmin regionu Île-de-France Mesnuls plasuje się na 681. miejscu pod względem liczby ludności, natomiast pod względem powierzchni na miejscu 582.).